# Morti nel 1968
| Questa pagina contiene informazioni ricavate automaticamente dalle voci biografiche con l'ausilio del template Bio e di un bot. L'aggiornamento è periodico e automatico e ricostruisce completamente la pagina. Se manca una persona in questa lista, sei pregato di non aggiungerla, ma accertati piuttosto che la sua voce biografica contenga il template Bio e che i dati anagrafici siano correttamente compilati. Se il template Bio manca, inseriscilo tu stesso o, in alternativa, metti l'avviso {{tmp\|Bio}} che ne segnala la mancanza. Se i dati riportati sono sbagliati, correggi direttamente la voce biografica; le modifiche saranno visibili in questa lista entro pochi giorni. Per chiarimenti vedi il progetto biografie. La lista contiene solo le 1.167 persone che sono citate nell'enciclopedia e per le quali è stato implementato correttamente il template Bio. Pagina aggiornata al 18 ago 2025. |

## Gennaio(102)
- 1º gennaio - Herschel Baltimore, cestista statunitense (n. 1921)
- 1º gennaio - Ileana Leonidoff, danzatrice, coreografa e attrice russa (n. 1893)
- 1º gennaio - Ugo Morin, matematico e antifascista italiano (n. 1901)
- 2 gennaio - Edmondo Del Bufalo, ingegnere e politico italiano (n. 1883)
- 2 gennaio - Cuno Hoffmeister, astronomo tedesco (n. 1892)
- 2 gennaio - Nikolai Stepulov, pugile estone (n. 1913)
- 3 gennaio - František Bolček, calciatore slovacco (n. 1920)
- 3 gennaio - Vojtěch Kastl, calciatore cecoslovacco (n. 1908)
- 3 gennaio - Vincenzo Lombard, generale e politico italiano (n. 1883)
- 4 gennaio - Bouke Benenga, nuotatore e pallanuotista olandese (n. 1888)
- 4 gennaio - Armando Castellazzi, allenatore di calcio e calciatore italiano (n. 1904)
- 4 gennaio - Jimmy McCormick, allenatore di calcio e calciatore britannico (n. 1912)
- 4 gennaio - Joseph Pholien, politico belga (n. 1884)
- 5 gennaio - Jean Murat, attore francese (n. 1888)
- 6 gennaio - Vasyl' Dmytrovyč Jermylov, pittore ucraino (n. 1894)
- 6 gennaio - Karl Kobelt, politico svizzero (n. 1891)
- 6 gennaio - Thomas Loudon, canottiere canadese (n. 1883)
- 6 gennaio - Mario Roatta, generale e agente segreto italiano (n. 1887)
- 6 gennaio - Aldo Spivach, calciatore italiano (n. 1909)
- 7 gennaio - James Leonard Brierley Smith, ittiologo sudafricano (n. 1897)
- 7 gennaio - Gordon Fuller, allenatore di pallacanestro canadese (n. 1894)
- 7 gennaio - Ephraim Longworth, calciatore e allenatore di calcio inglese (n. 1887)
- 7 gennaio - Gholam Reza Takhti, lottatore iraniano (n. 1930)
- 8 gennaio - Robert Bice, attore statunitense (n. 1914)
- 8 gennaio - Richard Cleire, missionario e vescovo cattolico belga (n. 1900)
- 8 gennaio - Ctibor Malý, calciatore boemo (n. 1885)
- 8 gennaio - Albert Massard, calciatore lussemburghese (n. 1900)
- 8 gennaio - Piero Pastore, calciatore, allenatore di calcio e attore cinematografico italiano (n. 1903)
- 8 gennaio - Edgar Vuithier, calciatore svizzero (n. 1894)
- 9 gennaio - Louis Aubert, musicista, compositore e critico musicale francese (n. 1877)
- 9 gennaio - Gino Sciardis, ciclista su strada italiano (n. 1917)
- 9 gennaio - Kōkichi Tsuburaya, maratoneta e mezzofondista giapponese (n. 1940)
- 10 gennaio - Ali Fuat Cebesoy, generale e politico turco (n. 1882)
- 10 gennaio - Theophilus Ebenhaezer Dönges, politico sudafricano (n. 1898)
- 10 gennaio - Nell Hall Hopman, tennista australiana (n. 1909)
- 11 gennaio - Rezső Seress, pianista e compositore ungherese (n. 1889)
- 11 gennaio - Mariano Stabile, baritono italiano (n. 1888)
- 12 gennaio - Josef Hofbauer, calciatore austriaco (n. 1901)
- 12 gennaio - Aleksandr Viktorovič Ivanovskij, regista cinematografico russo (n. 1891)
- 13 gennaio - Giuseppe Barbolini, partigiano italiano (n. 1914)
- 13 gennaio - Giovanni Frassoldati, calciatore italiano (n. 1902)
- 13 gennaio - Adalberto Garelli, ingegnere e imprenditore italiano (n. 1886)
- 14 gennaio - Fritz Kahn, divulgatore scientifico e saggista tedesco (n. 1888)
- 14 gennaio - Henry Lewis, insegnante e linguista britannico (n. 1889)
- 14 gennaio - Dorothea Mackellar, poetessa e scrittrice australiana (n. 1885)
- 14 gennaio - Ugo Novelli, basso italiano (n. 1912)
- 15 gennaio - Alberto Denti di Pirajno, medico, funzionario e scrittore italiano (n. 1886)
- 15 gennaio - Filippo Gagliardi, imprenditore e filantropo italiano (n. 1912)
- 15 gennaio - Leopold Infeld, fisico polacco (n. 1898)
- 15 gennaio - Bill Masterton, hockeista su ghiaccio canadese (n. 1938)
- 15 gennaio - Hein ter Poorten, generale olandese (n. 1887)
- 16 gennaio - John Davidson, attore statunitense (n. 1886)
- 16 gennaio - Panagiōtīs Poulitsas, politico e archeologo greco (n. 1881)
- 17 gennaio - Julius Deutsch, politico e pubblicista austriaco (n. 1884)
- 17 gennaio - Jennie Fletcher, nuotatrice britannica (n. 1890)
- 17 gennaio - Vittorio Lugli, scrittore, giornalista e critico letterario italiano (n. 1885)
- 17 gennaio - Olga Modigliani, ceramista italiana (n. 1873)
- 17 gennaio - Ernest Moreau de Melen, calciatore belga (n. 1879)
- 17 gennaio - Giuseppe Tarella, calciatore e velocista italiano (n. 1883)
- 18 gennaio - Gribouille, cantante francese (n. 1941)
- 19 gennaio - Gaetano Arturo Crocco, ufficiale e ingegnere aeronautico italiano (n. 1877)
- 19 gennaio - Ray Harroun, pilota automobilistico statunitense (n. 1879)
- 21 gennaio - Alfredo Cucco, politico e medico italiano (n. 1893)
- 21 gennaio - Frances Dade, attrice statunitense (n. 1910)
- 21 gennaio - Marie-Claire Daveluy, bibliotecaria, storica e scrittrice canadese (n. 1880)
- 21 gennaio - Marcello Gallian, scrittore, giornalista e drammaturgo italiano (n. 1902)
- 21 gennaio - Jacob Gundersen, lottatore norvegese (n. 1875)
- 22 gennaio - Aleksandr Erminingel'dovič Arbuzov, chimico russo (n. 1877)
- 22 gennaio - Neil Cohalan, allenatore di pallacanestro statunitense (n. 1906)
- 22 gennaio - Friedrich Peter Drömmer, pittore e designer tedesco (n. 1889)
- 22 gennaio - Duke Kahanamoku, nuotatore, surfista e attore statunitense (n. 1890)
- 23 gennaio - Ferdinando Flora, astronomo e storico della scienza italiano (n. 1902)
- 23 gennaio - Wouter Lutkie, presbitero e politico olandese (n. 1887)
- 23 gennaio - Heinrich Vogt, astronomo tedesco (n. 1890)
- 24 gennaio - Tullio Bonadeo, calciatore e pallanuotista italiano (n. 1905)
- 24 gennaio - Ernesto Lapadula, architetto e urbanista italiano (n. 1902)
- 24 gennaio - Alf Wigert, hockeista su ghiaccio svedese (n. 1895)
- 25 gennaio - Nicolò Cannella, carabiniere italiano (n. 1947)
- 25 gennaio - Aldo Gobbi, calciatore italiano (n. 1903)
- 25 gennaio - Sherwood MacDonald, regista, sceneggiatore e produttore cinematografico statunitense (n. 1880)
- 25 gennaio - Virginia Maskell, attrice britannica (n. 1936)
- 26 gennaio - Monsieur Chouchani, rabbino e filosofo francese (n. 1895)
- 26 gennaio - Miguel Ligero Rodríguez, attore spagnolo (n. 1890)
- 26 gennaio - Enrico Mazzolani, scultore italiano (n. 1876)
- 26 gennaio - Paul Pascal, chimico francese (n. 1880)
- 27 gennaio - Sándor Gombos, schermidore ungherese (n. 1895)
- 27 gennaio - Hermanis Saltups, calciatore lettone (n. 1901)
- 27 gennaio - Don Short, direttore della fotografia statunitense (n. 1895)
- 28 gennaio - Adolf Fleischmann, pittore tedesco (n. 1892)
- 28 gennaio - Otto Reislant, calciatore tedesco (n. 1883)
- 28 gennaio - Erminio Sipari, naturalista, ambientalista e politico italiano (n. 1879)
- 28 gennaio - Carlotta Zambelli, ballerina italiana (n. 1875)
- 29 gennaio - Mario Carlesi, scultore italiano (n. 1890)
- 29 gennaio - Nicola Cassese, allenatore di calcio e calciatore italiano (n. 1900)
- 29 gennaio - Tsuguharu Foujita, pittore giapponese (n. 1886)
- 29 gennaio - Ignazio Gabriele I Tappouni, cardinale e patriarca cattolico iracheno (n. 1879)
- 29 gennaio - Donald deAvila Jackson, psichiatra statunitense (n. 1920)
- 29 gennaio - Hermann Niebuhr, allenatore di pallacanestro e dirigente sportivo tedesco (n. 1904)
- 30 gennaio - Angelo Di Rocco, politico italiano (n. 1896)
- 30 gennaio - Diana MacGill, attrice e cantante italiana (n. 1899)
- 30 gennaio - Hugo Murero, allenatore di pallacanestro tedesco (n. 1906)
- 31 gennaio - Francis Hyland, vescovo cattolico statunitense (n. 1901)

## Febbraio(90)
- 1º febbraio - Hugo Benioff, geofisico e inventore statunitense (n. 1899)
- 1º febbraio - Willy Jäggi, calciatore svizzero (n. 1906)
- 1º febbraio - Nguyễn Văn Lém, attivista vietnamita
- 2 febbraio - Michele Campana, giornalista e scrittore italiano (n. 1885)
- 2 febbraio - Salvatore Gallo Poggi, avvocato e politico italiano (n. 1875)
- 3 febbraio - Indro Cenci, allenatore di calcio e calciatore italiano (n. 1912)
- 3 febbraio - Francesco Dominici, tenore italiano (n. 1885)
- 3 febbraio - Carl Krauch, chimico e imprenditore tedesco (n. 1887)
- 3 febbraio - Adolph John Paschang, vescovo cattolico e missionario statunitense (n. 1895)
- 3 febbraio - Ugo Pignetti, generale italiano (n. 1878)
- 3 febbraio - Tullio Serafin, direttore d'orchestra italiano (n. 1878)
- 4 febbraio - Eddie Baker, attore statunitense (n. 1897)
- 4 febbraio - Neal Cassady, scrittore statunitense (n. 1926)
- 4 febbraio - Jean Gachet, pugile francese (n. 1894)
- 4 febbraio - Ján Mudroch, pittore slovacco (n. 1909)
- 4 febbraio - Stuart Palmer, scrittore statunitense (n. 1905)
- 4 febbraio - René Poyen, attore francese (n. 1908)
- 5 febbraio - Enrico Altavilla, giurista italiano (n. 1883)
- 5 febbraio - Wanda Krahelska-Filipowicz, attivista polacca (n. 1886)
- 5 febbraio - Paul-Marie-André Richaud, cardinale e arcivescovo cattolico francese (n. 1887)
- 6 febbraio - Nick Adams, attore statunitense (n. 1931)
- 6 febbraio - Giuseppe Borrelli, politico italiano (n. 1910)
- 7 febbraio - Francesco Maria Franco, vescovo cattolico italiano (n. 1877)
- 7 febbraio - Ivan Aleksandrovič Pyr'ev, regista e sceneggiatore russo (n. 1901)
- 8 febbraio - René Navarre, attore francese (n. 1877)
- 9 febbraio - Cesare Breviglieri, calciatore italiano (n. 1905)
- 9 febbraio - Edward Moore, canottiere statunitense (n. 1897)
- 9 febbraio - Aurelia Navarro Moreno, pittrice spagnola (n. 1882)
- 9 febbraio - Ivan Sharpe, calciatore inglese (n. 1889)
- 9 febbraio - Nello Traquandi, politico e antifascista italiano (n. 1898)
- 10 febbraio - Mario Pannunzio, giornalista e politico italiano (n. 1910)
- 10 febbraio - Harry Schmidt, generale statunitense (n. 1886)
- 10 febbraio - Pitirim Aleksandrovič Sorokin, sociologo russo (n. 1889)
- 11 febbraio - Edmund Lindmark, ginnasta e tuffatore svedese (n. 1894)
- 11 febbraio - Howard Lindsay, drammaturgo, attore e sceneggiatore statunitense (n. 1889)
- 12 febbraio - Maria Caspar-Filser, pittrice tedesca (n. 1878)
- 12 febbraio - Irena Kamecka, cestista polacca (n. 1915)
- 12 febbraio - Miguel Murillo, calciatore boliviano (n. 1898)
- 13 febbraio - Mae Marsh, attrice statunitense (n. 1894)
- 13 febbraio - Ante Pandaković, medico e allenatore di calcio jugoslavo (n. 1891)
- 13 febbraio - Ildebrando Pizzetti, compositore, musicologo e critico musicale italiano (n. 1880)
- 13 febbraio - Portia White, contralto canadese (n. 1911)
- 14 febbraio - Bruno Pontremoli, imprenditore, ingegnere e ufficiale italiano (n. 1892)
- 14 febbraio - Pierre Marie Joseph Veuillot, cardinale e arcivescovo cattolico francese (n. 1913)
- 15 febbraio - Little Walter, armonicista, chitarrista e cantante statunitense (n. 1930)
- 15 febbraio - Sid Kimpton, calciatore e allenatore di calcio inglese (n. 1887)
- 15 febbraio - Adolfo Suárez Morán, calciatore spagnolo (n. 1908)
- 17 febbraio - Jack Ahearn, cestista statunitense (n. 1918)
- 17 febbraio - Leo Cella, pilota automobilistico e pilota di rally italiano (n. 1937)
- 17 febbraio - Paolo De Maria, generale italiano (n. 1891)
- 17 febbraio - Jacques Rodrigues, schermidore francese (n. 1886)
- 17 febbraio - Léon Savary, scrittore e giornalista svizzero (n. 1895)
- 17 febbraio - Marquard Schwarz, nuotatore statunitense (n. 1887)
- 17 febbraio - Hertha Sponer, fisica tedesca (n. 1895)
- 17 febbraio - Lina Tartara Minora, attrice italiana (n. 1892)
- 17 febbraio - Donald Wolfit, attore britannico (n. 1902)
- 18 febbraio - Gustavo Carrer, calciatore e allenatore di calcio italiano (n. 1885)
- 18 febbraio - Juan de Landa, attore spagnolo (n. 1894)
- 19 febbraio - Eugen Angelescu, chimico rumeno (n. 1896)
- 19 febbraio - Joaquín Edwards Bello, scrittore cileno (n. 1887)
- 19 febbraio - Georg Hackenschmidt, wrestler, strongman e scrittore estone (n. 1877)
- 19 febbraio - Hamilton Luske, regista e animatore statunitense (n. 1903)
- 19 febbraio - Pietro Mancini, politico italiano (n. 1876)
- 20 febbraio - Anthony Asquith, regista e sceneggiatore britannico (n. 1902)
- 21 febbraio - Howard Walter Florey, medico, patologo e fisiologo australiano (n. 1898)
- 21 febbraio - Pavel Varfolomeevič Kuznecov, pittore, scenografo e grafico russo (n. 1878)
- 21 febbraio - Maurice Rostand, scrittore francese (n. 1891)
- 21 febbraio - Nino Sansone, giornalista e scrittore italiano (n. 1915)
- 22 febbraio - Frank Adcock, storico e crittografo britannico (n. 1886)
- 22 febbraio - Peter Arno, illustratore statunitense (n. 1904)
- 22 febbraio - Tivadar Soros, esperantista, scrittore e avvocato ungherese (n. 1893)
- 22 febbraio - Verner Weckman, lottatore finlandese (n. 1882)
- 23 febbraio - Mario Bruschera, ciclista su strada italiano (n. 1887)
- 23 febbraio - Adolfo Celli, calciatore argentino (n. 1896)
- 23 febbraio - Emil Hirschfeld, pesista e discobolo tedesco (n. 1903)
- 23 febbraio - Fannie Hurst, scrittrice e sceneggiatrice statunitense (n. 1889)
- 23 febbraio - Camille Huysmans, politico e giornalista belga (n. 1871)
- 25 febbraio - Augusto Bissiri, inventore italiano (n. 1879)
- 25 febbraio - George Marion Jr., sceneggiatore statunitense (n. 1899)
- 25 febbraio - Léon Pickers, pallanuotista belga (n. 1937)
- 26 febbraio - Emanuele Guerrieri, politico italiano (n. 1900)
- 26 febbraio - Arturo Lancellotti, scrittore e critico d'arte italiano (n. 1877)
- 27 febbraio - Frankie Lymon, cantante e compositore statunitense (n. 1942)
- 28 febbraio - Giuseppe Carrieri, poeta, avvocato e giornalista italiano (n. 1886)
- 28 febbraio - Juanita Hall, attrice e cantante statunitense (n. 1901)
- 28 febbraio - Doretta Morrow, attrice, cantante e ballerina statunitense (n. 1927)
- 28 febbraio - Horst Schade, calciatore tedesco (n. 1922)
- 28 febbraio - Nikolaj Nikolaevič Voronov, generale sovietico (n. 1899)
- 29 febbraio - Paolo Gennari, canottiere italiano (n. 1908)
- 29 febbraio - Enrico Pistolesi, matematico, ingegnere e politico italiano (n. 1889)

## Marzo(90)
- 1º marzo - Massimo Caputo, giornalista italiano (n. 1899)
- 1º marzo - Maurice Verdonck, canottiere belga (n. 1879)
- 4 marzo - Mario Loreti, ingegnere e architetto italiano (n. 1898)
- 4 marzo - Enzo Magnanini, calciatore italiano (n. 1935)
- 4 marzo - Carlo Montuori, direttore della fotografia italiano (n. 1883)
- 4 marzo - Einar Sissener, attore e regista norvegese (n. 1897)
- 5 marzo - Syd Nathan, produttore discografico statunitense (n. 1904)
- 6 marzo - Ettore Baranzini, arcivescovo cattolico italiano (n. 1881)
- 6 marzo - Josephine Verstille Nivison, pittrice statunitense (n. 1883)
- 6 marzo - Léon Mathot, attore cinematografico e regista francese (n. 1886)
- 7 marzo - Quintin Brand, militare sudafricano (n. 1893)
- 7 marzo - Gustav Janouch, scrittore e musicista ceco (n. 1903)
- 7 marzo - Lina Stern, biochimica e fisiologa sovietica (n. 1878)
- 8 marzo - Margarita Nelken, scrittrice, critica d'arte e politica spagnola (n. 1894)
- 8 marzo - Annibale Rigotti, ingegnere e architetto italiano (n. 1870)
- 9 marzo - Åke Häger, ginnasta svedese (n. 1897)
- 9 marzo - René Leduc, ingegnere aeronautico francese (n. 1898)
- 9 marzo - Hans-Jürgen Stumpff, generale tedesco (n. 1889)
- 10 marzo - Maria Elia De Seta Pignatelli, nobile e agente segreto italiano (n. 1894)
- 10 marzo - Georges Fleury, ciclista su strada francese (n. 1878)
- 10 marzo - Gustavo Ingrosso, giurista e politico italiano (n. 1877)
- 10 marzo - Robert Laycock, generale britannico (n. 1907)
- 10 marzo - Helen Walker, attrice statunitense (n. 1920)
- 10 marzo - Vittorio Zincone, giornalista e politico italiano (n. 1911)
- 11 marzo - Bernhard Bleeker, scultore tedesco (n. 1881)
- 11 marzo - Carlo Fait, scultore italiano (n. 1877)
- 11 marzo - Rudolf E. Langer, matematico e statistico statunitense (n. 1894)
- 11 marzo - Breda Šček, compositrice slovena (n. 1893)
- 12 marzo - Andrea Della Corte, musicologo e critico musicale italiano (n. 1883)
- 12 marzo - Ted Osborne, fumettista statunitense (n. 1910)
- 14 marzo - Gino Cecchieri, politico e avvocato italiano (n. 1889)
- 14 marzo - Ada Gobetti, giornalista, traduttrice e partigiana italiana (n. 1902)
- 14 marzo - Josef Harpe, generale tedesco (n. 1887)
- 14 marzo - Naili Moran, cestista, arbitro di pallacanestro e discobolo turco (n. 1908)
- 14 marzo - Erwin Panofsky, storico dell'arte e saggista tedesco (n. 1892)
- 14 marzo - Vincenzo Maria Pintorno, direttore d'orchestra e flautista italiano (n. 1862)
- 14 marzo - Stanley Walpole, attore australiano (n. 1886)
- 15 marzo - Khuang Aphaiwong, politico thailandese (n. 1902)
- 15 marzo - Gilberto Concepcion de Gracia, politico portoricano (n. 1909)
- 15 marzo - Giorgio Croci, velocista italiano (n. 1893)
- 15 marzo - Herbert Girton Deignan, ornitologo statunitense (n. 1906)
- 15 marzo - Eivar Widlund, calciatore svedese (n. 1906)
- 16 marzo - Mario Castelnuovo-Tedesco, compositore e pianista italiano (n. 1895)
- 16 marzo - June Collyer, attrice statunitense (n. 1906)
- 16 marzo - Gunnar Ekelöf, poeta e scrittore svedese (n. 1907)
- 16 marzo - Mimì Maria Lazzaro, pittore, scultore e scrittore italiano (n. 1905)
- 16 marzo - Eleonora Sears, tennista, giocatrice di squash e giocatrice di polo statunitense (n. 1881)
- 16 marzo - Francesco Maria Taliani de Marchio, diplomatico italiano (n. 1887)
- 17 marzo - Harry d'Abbadie d'Arrast, regista e sceneggiatore francese (n. 1897)
- 17 marzo - Carlo Broggi, architetto italiano (n. 1881)
- 17 marzo - Alejandro Demaría, calciatore brasiliano (n. 1904)
- 18 marzo - Maurizio Lama, pianista e compositore italiano (n. 1937)
- 18 marzo - Marcel Pinel, calciatore francese (n. 1908)
- 19 marzo - Alfred Baeumler, filosofo tedesco (n. 1887)
- 19 marzo - Augusto Maselli, calciatore italiano (n. 1896)
- 19 marzo - Fedde Schurer, poeta, giornalista e insegnante olandese (n. 1898)
- 19 marzo - Cesare Sofianopulo, pittore e letterato italiano (n. 1889)
- 20 marzo - Charles Chaplin Jr., attore statunitense (n. 1925)
- 20 marzo - Gustavo Colonnetti, ingegnere, matematico e politico italiano (n. 1886)
- 20 marzo - Carl Theodor Dreyer, regista, sceneggiatore e montatore danese (n. 1889)
- 20 marzo - Sebastiano Guzzi, direttore di banda e compositore italiano (n. 1890)
- 21 marzo - Reginald Potts, ginnasta britannico (n. 1892)
- 22 marzo - Il'ja L'vovič Sel'vinskij, poeta sovietico (n. 1899)
- 23 marzo - Edwin O'Connor, scrittore e giornalista statunitense (n. 1918)
- 24 marzo - Arnaldo Foschini, architetto italiano (n. 1884)
- 24 marzo - Aage Frandsen, ginnasta danese (n. 1890)
- 24 marzo - Alice Guy, regista e produttrice cinematografica francese (n. 1873)
- 24 marzo - Vincenzo Scaramuzza, pianista, compositore e insegnante italiano (n. 1885)
- 24 marzo - Cesare Vico Lodovici, commediografo, scrittore e traduttore italiano (n. 1885)
- 25 marzo - Arnulf Øverland, scrittore e poeta norvegese (n. 1889)
- 25 marzo - Ettore Rossi, architetto e dirigente sportivo italiano (n. 1894)
- 25 marzo - Alberto Tallone, editore e tipografo italiano (n. 1898)
- 26 marzo - Vittorio Bellentani, ingegnere italiano (n. 1906)
- 26 marzo - Albertus Wielsma, canottiere olandese (n. 1883)
- 27 marzo - Jurij Gagarin, cosmonauta, aviatore e politico sovietico (n. 1934)
- 27 marzo - Paul John Hallinan, arcivescovo cattolico statunitense (n. 1911)
- 28 marzo - Mario Gambetta, pittore, incisore e ceramista italiano (n. 1886)
- 28 marzo - Carlo Rampini, calciatore italiano (n. 1891)
- 28 marzo - Giannino Zanelli, giornalista e scrittore italiano (n. 1896)
- 29 marzo - Giacomo Camillo De Carlo, ufficiale, aviatore e diplomatico italiano (n. 1892)
- 29 marzo - Ettore Foschini, scacchista e compositore di scacchi italiano (n. 1899)
- 29 marzo - Alfredo Grandi, pittore italiano (n. 1888)
- 29 marzo - Hjalmar Petersen, politico statunitense (n. 1890)
- 30 marzo - Franco Aimi, politico italiano (n. 1915)
- 30 marzo - Bobby Driscoll, attore statunitense (n. 1937)
- 30 marzo - Bonaventura Tecchi, scrittore e germanista italiano (n. 1896)
- 31 marzo - Luigi Manzoni, agronomo e politico italiano (n. 1888)
- 31 marzo - Blanche Mehaffey, attrice statunitense (n. 1908)
- 31 marzo - Elly Ney, pianista tedesca (n. 1882)
- 31 marzo - Francesco Ponticelli, politico italiano (n. 1888)

## Aprile(90)
- 1º aprile - Alfred Cobban, storico inglese (n. 1901)
- 1º aprile - Friedrich Hustedt, biologo e docente tedesco (n. 1866)
- 1º aprile - Lev Davidovič Landau, fisico sovietico (n. 1908)
- 1º aprile - William D. Russell, regista statunitense (n. 1908)
- 2 aprile - Federico Amoroso, generale italiano (n. 1891)
- 2 aprile - Pio Caimmi, ciclista su strada italiano (n. 1905)
- 2 aprile - Moses Levy, pittore italiano (n. 1885)
- 2 aprile - Paride Pelli, avvocato e politico italiano (n. 1910)
- 2 aprile - Alessandro Terracini, matematico italiano (n. 1889)
- 3 aprile - Girolamo Comi, poeta italiano (n. 1890)
- 3 aprile - Oswald Zappelli, schermidore svizzero (n. 1913)
- 4 aprile - Assis Chateaubriand, giornalista, imprenditore e collezionista d'arte brasiliano (n. 1892)
- 4 aprile - Erno Crisa, attore italiano (n. 1914)
- 4 aprile - Martin Luther King, attivista, politico e pastore protestante statunitense (n. 1929)
- 5 aprile - Lois Andrews, attrice statunitense (n. 1925)
- 5 aprile - Lajos Csordás, calciatore ungherese (n. 1932)
- 5 aprile - Brian Hill, calciatore inglese (n. 1937)
- 5 aprile - Umberto Antonio Padovani, filosofo e storico della filosofia italiano (n. 1894)
- 5 aprile - Giuseppe Paris, ginnasta italiano (n. 1895)
- 5 aprile - Bruno Pincherle, medico e antifascista italiano (n. 1903)
- 5 aprile - Wilfrid Thomas Reid, ingegnere britannico (n. 1887)
- 6 aprile - Renato Beccuti, calciatore italiano (n. 1901)
- 6 aprile - Julio César Benítez, calciatore uruguaiano (n. 1940)
- 6 aprile - Bobby Hutton, attivista statunitense (n. 1950)
- 6 aprile - Francesco Vito, economista italiano (n. 1902)
- 7 aprile - Jim Clark, pilota automobilistico britannico (n. 1936)
- 8 aprile - Harold Delos Babcock, astronomo statunitense (n. 1882)
- 8 aprile - Astrid Cleve, botanica, chimica e geologa svedese (n. 1875)
- 8 aprile - Dorothy Holman, tennista britannica (n. 1883)
- 8 aprile - Ernst Wilhelm Nay, pittore tedesco (n. 1902)
- 8 aprile - Lee Robbins, cestista statunitense (n. 1922)
- 9 aprile - Zofia Kossak Szczucka, scrittrice e attivista polacca (n. 1889)
- 9 aprile - Giovanni Scalise, pittore italiano (n. 1883)
- 10 aprile - Sigfried Giedion, storico dell'architettura e storico dell'arte svizzero (n. 1888)
- 10 aprile - Jan Novák, calciatore cecoslovacco (n. 1896)
- 10 aprile - André Trousselier, ciclista su strada francese (n. 1887)
- 11 aprile - Juan Antonio Iribarren, politico cileno (n. 1885)
- 12 aprile - Mary Baxter Ellis, militare britannico (n. 1892)
- 12 aprile - Lorenz Nieberl, bobbista tedesco (n. 1919)
- 12 aprile - Heinrich Nordhoff, dirigente d'azienda, imprenditore e ingegnere tedesco (n. 1899)
- 12 aprile - Franz Pfeffer von Salomon, politico e generale tedesco (n. 1888)
- 13 aprile - Dick Fitzgerald, cestista e allenatore di pallacanestro statunitense (n. 1920)
- 13 aprile - Charles Christian Lauritsen, fisico danese (n. 1892)
- 13 aprile - Pëtr Nikolaevič Savickij, etnografo sovietico (n. 1895)
- 13 aprile - Olga Scheinpflugová, attrice e scrittrice ceca (n. 1902)
- 14 aprile - Arthur Rudd, calciatore statunitense (n. 1890)
- 15 aprile - Henry Beston, naturalista e scrittore statunitense (n. 1888)
- 15 aprile - Borys Ljatošyns'kyj, direttore d'orchestra e compositore ucraino (n. 1895)
- 15 aprile - Kid Norfolk, pugile statunitense (n. 1893)
- 16 aprile - Fay Bainter, attrice statunitense (n. 1893)
- 16 aprile - Albert Betz, fisico e ingegnere tedesco (n. 1885)
- 16 aprile - Nelly Corradi, attrice e soprano italiana (n. 1914)
- 16 aprile - Edna Ferber, scrittrice, drammaturga e giornalista statunitense (n. 1885)
- 17 aprile - Armando Angelini, politico e avvocato italiano (n. 1891)
- 17 aprile - Gustav Fröhlich, nuotatore tedesco (n. 1902)
- 17 aprile - Domenico Gambino, attore, regista e sceneggiatore italiano (n. 1890)
- 17 aprile - Claude-Joseph Gignoux, politico e economista francese (n. 1890)
- 17 aprile - Margaret Seddon, attrice statunitense (n. 1872)
- 18 aprile - Bob Mark, truccatore statunitense (n. 1902)
- 18 aprile - Guilherme Paraense, tiratore a segno brasiliano (n. 1884)
- 19 aprile - Heinz Brückner, poliziotto tedesco (n. 1900)
- 19 aprile - Alf Quantrill, calciatore pakistano (n. 1897)
- 19 aprile - Ludwig Wenz, calciatore tedesco (n. 1906)
- 20 aprile - Curt Courant, direttore della fotografia tedesco (n. 1899)
- 20 aprile - Rudolph Dirks, fumettista statunitense (n. 1877)
- 20 aprile - Adrian Maniu, poeta e drammaturgo rumeno (n. 1891)
- 20 aprile - Soraya Tarzi, afghana (n. 1899)
- 21 aprile - Armando Borghi, politico, anarchico e giornalista italiano (n. 1882)
- 21 aprile - Albert Schaff, calciatore francese (n. 1885)
- 23 aprile - Stefano Bonatti, geologo italiano (n. 1902)
- 23 aprile - Robert Liottel, schermidore francese (n. 1885)
- 23 aprile - Amino Pizzorno, partigiano e politico italiano (n. 1909)
- 24 aprile - Antonio Fazzini, militare italiano (n. 1926)
- 24 aprile - Tommy Noonan, attore statunitense (n. 1921)
- 24 aprile - Charles Ambrose Storey, arabista e iranista britannico (n. 1888)
- 24 aprile - Walter Tewksbury, velocista e ostacolista statunitense (n. 1876)
- 25 aprile - Gunnar Andersen, saltatore con gli sci e calciatore norvegese (n. 1890)
- 25 aprile - Hyazinth Graf Strachwitz, generale tedesco (n. 1893)
- 25 aprile - Harald Kreutzberg, ballerino e coreografo tedesco (n. 1902)
- 25 aprile - Anna Maria Mussolini, conduttrice radiofonica italiana (n. 1929)
- 26 aprile - John Heartfield, artista tedesco (n. 1891)
- 26 aprile - Benno Landsberger, archeologo e orientalista tedesco (n. 1890)
- 27 aprile - Nicola Capasso, vescovo cattolico italiano (n. 1886)
- 27 aprile - Ivo Pescini, calciatore italiano (n. 1911)
- 28 aprile - Jorge Kissling, pilota motociclistico argentino (n. 1940)
- 28 aprile - Emil Steffann, architetto tedesco (n. 1899)
- 29 aprile - Ottorino Bojardi, calciatore italiano (n. 1898)
- 29 aprile - Anthony Boucher, scrittore statunitense (n. 1911)
- 30 aprile - Santi Manganaro Passanisi, imprenditore e dirigente sportivo italiano (n. 1914)
- 30 aprile - Benvenuto Terracini, linguista e glottologo italiano (n. 1886)

## Maggio(93)
- 1º maggio - Jack Adams, hockeista su ghiaccio e allenatore di hockey su ghiaccio canadese (n. 1894)
- 1º maggio - Václav Melzer, botanico e micologo ceco (n. 1878)
- 1º maggio - Karl Meuli, filologo classico svizzero (n. 1891)
- 1º maggio - Harold Nicolson, politico, diplomatico e scrittore britannico (n. 1886)
- 3 maggio - Fred Albin, ingegnere statunitense (n. 1903)
- 3 maggio - Marc Amsler, oculista svizzero (n. 1891)
- 3 maggio - Oscar Kreuzer, tennista tedesco (n. 1887)
- 3 maggio - Cesare Lomaglio, generale italiano (n. 1887)
- 3 maggio - Leonid Leonidovič Sabaneev, musicologo, critico musicale e compositore russo (n. 1881)
- 4 maggio - Edgardo Lami Starnuti, politico, avvocato e giornalista italiano (n. 1887)
- 4 maggio - Guillaume Mollat, presbitero e storico francese (n. 1877)
- 4 maggio - Michael Schulien, presbitero, missionario e etnologo tedesco (n. 1888)
- 5 maggio - Albert Dekker, attore statunitense (n. 1905)
- 5 maggio - Rosalie Slaughter Morton, medico e chirurgo statunitense (n. 1876)
- 5 maggio - Martino Trulli, avvocato e politico italiano (n. 1894)
- 5 maggio - Massimo Adolfo Vitale, storico e romanziere italiano (n. 1885)
- 6 maggio - Yenovk Armen, scrittore e giornalista armeno (n. 1883)
- 6 maggio - Will Grohmann, critico d'arte e storico dell'arte tedesco (n. 1887)
- 6 maggio - Toivo Mikael Kivimäki, politico finlandese (n. 1886)
- 6 maggio - Aleksandr Arkad'evič Litvinov, regista cinematografico russo (n. 1891)
- 7 maggio - Luis Brunetto, triplista e lunghista argentino (n. 1901)
- 7 maggio - Mike Spence, pilota di Formula 1 britannico (n. 1936)
- 7 maggio - Lurleen Wallace, politica statunitense (n. 1926)
- 8 maggio - Bruno Landi, tenore italiano (n. 1900)
- 9 maggio - Mercedes de Acosta, poetessa e scrittrice statunitense (n. 1893)
- 9 maggio - Bill Buntin, cestista statunitense (n. 1942)
- 9 maggio - Finlay Currie, attore e cabarettista britannico (n. 1878)
- 9 maggio - Francisco Da Silva Marques, calciatore portoghese (n. 1905)
- 9 maggio - George Dillon, poeta e traduttore statunitense (n. 1906)
- 9 maggio - Albert Lewin, regista, sceneggiatore e produttore cinematografico statunitense (n. 1894)
- 9 maggio - Marion Lorne, attrice statunitense (n. 1883)
- 9 maggio - Emilio Violanti, giornalista e saggista italiano (n. 1923)
- 10 maggio - Scotty Beckett, attore statunitense (n. 1929)
- 10 maggio - Noël Calef, scrittore, traduttore e sceneggiatore italiano (n. 1907)
- 10 maggio - Vasilij Danilovič Sokolovskij, generale e politico sovietico (n. 1897)
- 11 maggio - Nullo Albertelli, ingegnere italiano (n. 1900)
- 11 maggio - Hans Beyeler, calciatore svizzero (n. 1894)
- 12 maggio - Masa Perttilä, lottatore finlandese (n. 1896)
- 13 maggio - Robert Burks, direttore della fotografia statunitense (n. 1909)
- 13 maggio - Ernesto Sande, calciatore argentino
- 14 maggio - Alan Jerrard, aviatore britannico (n. 1897)
- 14 maggio - Husband Kimmel, ammiraglio statunitense (n. 1882)
- 15 maggio - Florence Austral, soprano australiano (n. 1892)
- 15 maggio - Pietro Lingeri, architetto italiano (n. 1894)
- 15 maggio - Mario Riccoboni, velocista italiano (n. 1889)
- 15 maggio - Charles Rollier, pittore svizzero (n. 1912)
- 15 maggio - Margarita Ruiz de Lihory y Resino, nobile spagnola (n. 1893)
- 15 maggio - Vladimir Čestnokov, attore sovietico (n. 1904)
- 16 maggio - Oreste Bogliardi, pittore italiano (n. 1900)
- 16 maggio - Anton Franzen, politico tedesco (n. 1896)
- 17 maggio - Kol Bibë Mirakaj, insegnante e politico albanese (n. 1899)
- 17 maggio - Carroll Clark, scenografo statunitense (n. 1894)
- 17 maggio - Pat Convery, pallanuotista irlandese (n. 1896)
- 17 maggio - Franz Erdl, calciatore austriaco (n. 1911)
- 18 maggio - Gustavo Giovannetti, compositore italiano (n. 1880)
- 19 maggio - Emil Schwegler, ginnasta e multiplista statunitense (n. 1879)
- 19 maggio - Wilhelm Trabandt, generale tedesco (n. 1891)
- 20 maggio - Noël Corbu, francese (n. 1912)
- 20 maggio - Luigi d'Assia-Darmstadt, principe tedesco (n. 1908)
- 20 maggio - Vittorio Morelli, scultore italiano (n. 1886)
- 21 maggio - Arturo Basile, direttore d'orchestra italiano (n. 1914)
- 21 maggio - Livio Gemo, calciatore e imprenditore italiano (n. 1898)
- 21 maggio - Doris Lloyd, attrice inglese (n. 1896)
- 22 maggio - Erik Friborg, ciclista su strada svedese (n. 1893)
- 22 maggio - Daniel Marsh, politico statunitense (n. 1880)
- 23 maggio - Gaudenzio Binaschi, vescovo cattolico italiano (n. 1883)
- 23 maggio - Henry Dumas, poeta e scrittore statunitense (n. 1934)
- 23 maggio - Morris Fisher, tiratore a segno statunitense (n. 1890)
- 23 maggio - Franco Riccardi, schermidore italiano (n. 1905)
- 24 maggio - Angelo Sacchetti Sassetti, storico, funzionario e politico italiano (n. 1873)
- 24 maggio - Emilio Vidal, calciatore e allenatore di calcio spagnolo (n. 1900)
- 25 maggio - Pierre Boël, cestista francese (n. 1911)
- 25 maggio - Giacomo Della Mea, architetto italiano (n. 1907)
- 25 maggio - Charles Feldman, produttore cinematografico statunitense (n. 1904)
- 25 maggio - Georg von Küchler, generale tedesco (n. 1881)
- 26 maggio - Little Willie John, cantante e compositore statunitense (n. 1937)
- 26 maggio - Joseph MacDonald, direttore della fotografia statunitense (n. 1906)
- 26 maggio - Ruggero Vasari, poeta e pittore italiano (n. 1898)
- 26 maggio - Nate Watt, regista statunitense (n. 1889)
- 27 maggio - Philip Vian, ammiraglio britannico (n. 1894)
- 28 maggio - Antonio Conti, avvocato e commediografo italiano (n. 1897)
- 28 maggio - Corbett Davis, giocatore di football americano statunitense (n. 1914)
- 28 maggio - Kees van Dongen, pittore olandese (n. 1877)
- 28 maggio - Jean-Marie Gantois, presbitero belga (n. 1904)
- 28 maggio - Oswald Tower, dirigente sportivo statunitense (n. 1883)
- 29 maggio - Jacques Chardonne, scrittore francese (n. 1884)
- 29 maggio - René Jacolliot, calciatore francese (n. 1892)
- 29 maggio - Erling Lindberg, calciatore norvegese (n. 1903)
- 29 maggio - Stewart Menzies, generale e agente segreto britannico (n. 1890)
- 30 maggio - Martin Noth, ebraista tedesco (n. 1902)
- 31 maggio - Abel Bonnard, poeta, romanziere e saggista francese (n. 1883)
- 31 maggio - Mario Castoldi, ingegnere italiano (n. 1888)
- 31 maggio - Nicola Giunta, scrittore italiano (n. 1895)

## Giugno(89)
- 1º giugno - Giovanni Fusco, pianista, compositore e direttore d'orchestra italiano (n. 1906)
- 1º giugno - Jesse D. Hampton, produttore cinematografico e regista statunitense (n. 1879)
- 1º giugno - Helen Keller, scrittrice, attivista e insegnante statunitense (n. 1880)
- 1º giugno - Guglielmo Marconi, partigiano italiano (n. 1903)
- 1º giugno - Ettore Mazzoleni, direttore d'orchestra, insegnante e scrittore svizzero (n. 1905)
- 1º giugno - Charles Howard McIlwain, storico statunitense (n. 1871)
- 2 giugno - Edgardo Toetti, velocista italiano (n. 1910)
- 2 giugno - Richard Norris Williams, tennista statunitense (n. 1891)
- 2 giugno - Nori de' Nobili, pittrice e poeta italiana (n. 1902)
- 3 giugno - Walter Alsford, calciatore inglese (n. 1911)
- 3 giugno - Roger Coudroy, ingegnere e rivoluzionario belga (n. 1935)
- 3 giugno - Arturo Osio, avvocato e banchiere italiano (n. 1890)
- 4 giugno - Dorothy Gish, attrice, sceneggiatrice e regista statunitense (n. 1898)
- 4 giugno - Alexandre Kojève, filosofo francese (n. 1902)
- 4 giugno - Walter Nash, politico neozelandese (n. 1882)
- 4 giugno - Vittorio Pedroni, avvocato, arbitro di calcio e calciatore italiano (n. 1886)
- 4 giugno - Emilia Salvioni, scrittrice italiana (n. 1895)
- 5 giugno - Judith Arlen, attrice e cantante statunitense (n. 1914)
- 5 giugno - Jack Oosterlaak, velocista sudafricano (n. 1896)
- 6 giugno - Randolph Frederick Churchill, ufficiale, giornalista e politico britannico (n. 1911)
- 6 giugno - Robert Kennedy, politico statunitense (n. 1925)
- 6 giugno - Kâzım Özalp, politico e generale turco (n. 1882)
- 7 giugno - Carlo Canevini, cestista italiano (n. 1902)
- 7 giugno - Dan Duryea, attore statunitense (n. 1907)
- 7 giugno - Margaret Morris, attrice statunitense (n. 1898)
- 7 giugno - Fëdor Vasil'evič Tokarev, inventore e politico sovietico (n. 1871)
- 8 giugno - Patricia Jessel, attrice britannica (n. 1920)
- 8 giugno - Vincenzo La Rocca, politico italiano (n. 1894)
- 8 giugno - Ludovico Scarfiotti, pilota automobilistico italiano (n. 1933)
- 8 giugno - Renzo Tarabusi, sceneggiatore italiano (n. 1906)
- 9 giugno - Teo Otto, pittore e scenografo tedesco (n. 1904)
- 9 giugno - Federico Ravagli, scrittore e giornalista italiano (n. 1889)
- 10 giugno - Giuseppe Crosa di Vergagni, architetto italiano (n. 1886)
- 10 giugno - Johanna Elisabeth Meyer, fotografa e giornalista norvegese (n. 1899)
- 10 giugno - Antonio Pesenti, ciclista su strada italiano (n. 1908)
- 10 giugno - Tommy Smart, calciatore inglese (n. 1896)
- 10 giugno - James Willard, tennista australiano (n. 1893)
- 10 giugno - Wladek Zbyszko, wrestler e strongman polacco (n. 1891)
- 11 giugno - Riccardo De Sangro Fondi, velista italiano (n. 1879)
- 11 giugno - Louis Delfino, generale e aviatore francese (n. 1912)
- 11 giugno - Ivan Ribar, politico jugoslavo (n. 1881)
- 12 giugno - Wilhelm Meisl, calciatore, pallanuotista e allenatore di calcio austriaco (n. 1895)
- 14 giugno - Herbert Bliss, calciatore inglese (n. 1890)
- 14 giugno - Jürgen Fehling, regista teatrale tedesco (n. 1885)
- 14 giugno - Kaare Lie, calciatore norvegese (n. 1905)
- 14 giugno - Salvatore Quasimodo, poeta e traduttore italiano (n. 1901)
- 15 giugno - Sam Crawford, giocatore di baseball statunitense (n. 1880)
- 15 giugno - Wes Montgomery, chitarrista e compositore statunitense (n. 1923)
- 15 giugno - Bice Neppi, farmacologa italiana (n. 1880)
- 15 giugno - Leo Nielsen, ciclista su strada danese (n. 1909)
- 15 giugno - Mariano Tansini, calciatore, allenatore di calcio e dirigente sportivo italiano (n. 1903)
- 16 giugno - Lando Civilini, fotografo e fotoreporter italiano (n. 1905)
- 16 giugno - Tommy Malone, cestista irlandese (n. 1918)
- 17 giugno - Dorothy Baker, scrittrice statunitense (n. 1907)
- 17 giugno - Cassandre, pubblicitario francese (n. 1901)
- 17 giugno - Henry Christophe, arbitro di calcio belga (n. 1884)
- 17 giugno - Andrew Cohen, diplomatico inglese (n. 1909)
- 17 giugno - Aleksej Eliseevič Kručënych, poeta e scrittore russo (n. 1886)
- 17 giugno - José Nasazzi, allenatore di calcio e calciatore uruguaiano (n. 1901)
- 17 giugno - Ettore Reynaudi, calciatore italiano (n. 1895)
- 17 giugno - Ursule Wibaut, calciatore francese (n. 1887)
- 18 giugno - Walter Brom, calciatore polacco (n. 1921)
- 18 giugno - Nikolaus von Falkenhorst, generale tedesco (n. 1885)
- 18 giugno - Sally O'Neil, attrice statunitense (n. 1908)
- 18 giugno - Nína Tryggvadóttir, artista e poetessa islandese (n. 1913)
- 18 giugno - Lino Zanussi, imprenditore italiano (n. 1920)
- 19 giugno - Eduard Nécsey, arcivescovo cattolico slovacco (n. 1892)
- 21 giugno - Martti Aho, militare finlandese (n. 1896)
- 21 giugno - Mario Besesti, attore e doppiatore italiano (n. 1894)
- 22 giugno - John Beckman, cestista statunitense (n. 1895)
- 22 giugno - Vincenzo Gagliardi, politico italiano (n. 1925)
- 23 giugno - Giordano Giacomello, chimico italiano (n. 1910)
- 23 giugno - Josef Halumbirek, compositore di scacchi austriaco (n. 1891)
- 23 giugno - Frigyes Minder, allenatore di calcio e calciatore ungherese (n. 1880)
- 23 giugno - Mary Tibaldi Chiesa, scrittrice, traduttrice e politica italiana (n. 1896)
- 24 giugno - Angelo Giuseppe Jelmini, vescovo cattolico svizzero (n. 1893)
- 26 giugno - Edith Meinhard, attrice tedesca (n. 1908)
- 26 giugno - Gino Talamo, attore, regista e sceneggiatore italiano (n. 1895)
- 27 giugno - Léon Poirier, regista cinematografico e direttore teatrale francese (n. 1884)
- 27 giugno - Renzo Rocca, militare e agente segreto italiano (n. 1910)
- 28 giugno - Redmond Garrett Prendiville, arcivescovo cattolico irlandese (n. 1900)
- 29 giugno - Paddy Driscoll, giocatore di baseball, allenatore di football americano e giocatore di football americano statunitense (n. 1896)
- 29 giugno - Manlio Nistri, attore teatrale, regista e scenografo italiano (n. 1909)
- 30 giugno - Howard Wallace Crossett, bobbista statunitense (n. 1918)
- 30 giugno - Ismaele Di Nisio, generale italiano (n. 1888)
- 30 giugno - Paul Gehlhaar, calciatore tedesco (n. 1905)
- 30 giugno - Virgilio Felice Levratto, calciatore e allenatore di calcio italiano (n. 1904)
- 30 giugno - Ernst Marcus, zoologo tedesco (n. 1893)
- 30 giugno - Jules Rossi, ciclista su strada italiano (n. 1914)

## Luglio(95)
- 1º luglio - Fritz Bauer, giurista tedesco (n. 1903)
- 1º luglio - Billy Blyth, calciatore scozzese (n. 1895)
- 1º luglio - Edwin Boring, psicologo statunitense (n. 1886)
- 1º luglio - Otto Reinwald, attore tedesco (n. 1899)
- 1º luglio - Rudolf Toussaint, generale tedesco (n. 1891)
- 1º luglio - Virginia Weidler, attrice statunitense (n. 1927)
- 2 luglio - Francis John Brennan, cardinale statunitense (n. 1894)
- 2 luglio - Hans Heysen, pittore australiano (n. 1877)
- 4 luglio - Reginald Percy Mills, aviatore inglese (n. 1885)
- 5 luglio - Giovanni Vincenzo Cima, giornalista italiano (n. 1893)
- 5 luglio - Edward Kirby, mezzofondista statunitense (n. 1901)
- 5 luglio - Enrique Pla y Deniel, cardinale e arcivescovo cattolico spagnolo (n. 1876)
- 5 luglio - Hermann-Bernhard Ramcke, generale tedesco (n. 1889)
- 6 luglio - Johnny Indrisano, pugile e stuntman statunitense (n. 1906)
- 6 luglio - Nikita Kurichin, regista sovietico (n. 1922)
- 6 luglio - Herman Nyberg, velista svedese (n. 1880)
- 6 luglio - Edward Larocque Tinker, scrittore statunitense (n. 1881)
- 6 luglio - Luigi Ziroli, calciatore italiano (n. 1903)
- 7 luglio - Ugo Frigerio, marciatore italiano (n. 1901)
- 7 luglio - Bumpy Johnson, mafioso statunitense (n. 1905)
- 7 luglio - Jo Schlesser, pilota automobilistico francese (n. 1928)
- 7 luglio - Ferdinando Targetti, politico italiano (n. 1882)
- 7 luglio - Gustaaf Van Slembrouck, ciclista su strada belga (n. 1902)
- 8 luglio - Ernesto Fassio, imprenditore e armatore italiano (n. 1893)
- 8 luglio - Frank Lackteen, attore statunitense (n. 1897)
- 8 luglio - Désiré Mérchez, nuotatore e pallanuotista francese (n. 1882)
- 8 luglio - Otto Niemand, ginnasta e multiplista statunitense (n. 1884)
- 8 luglio - Rebecca Salsbury James, pittrice statunitense (n. 1891)
- 9 luglio - Viktor Blinov, hockeista su ghiaccio sovietico (n. 1945)
- 9 luglio - Alexander Cadogan, politico britannico (n. 1884)
- 9 luglio - Alfredo Foglino, calciatore uruguaiano (n. 1892)
- 9 luglio - Bruno Nardi, filosofo italiano (n. 1884)
- 9 luglio - Giuseppe Pompilj, matematico e statistico italiano (n. 1913)
- 10 luglio - Wart Arslan, storico dell'arte italiano (n. 1899)
- 10 luglio - Vladimir Solov'ёv, attore sovietico (n. 1909)
- 10 luglio - Georgij Michajlovič Stabovoj, regista cinematografico ucraino (n. 1894)
- 12 luglio - Francesco Morano, cardinale, arcivescovo cattolico e inventore italiano (n. 1872)
- 12 luglio - Antonio Pietrangeli, regista, sceneggiatore e critico cinematografico italiano (n. 1919)
- 12 luglio - Ada Sari, soprano polacca (n. 1886)
- 13 luglio - Henry Noel Marryat Hardy, militare inglese (n. 1884)
- 13 luglio - William Jordan, canottiere statunitense (n. 1898)
- 13 luglio - Jess Lapid, attore e produttore cinematografico filippino (n. 1933)
- 13 luglio - Enea Zuffi, calciatore italiano (n. 1889)
- 13 luglio - Galvano della Volpe, nobile italiano (n. 1895)
- 14 luglio - Adolf Florensa i Ferrer, architetto spagnolo (n. 1889)
- 14 luglio - Konstantin Georgievič Paustovskij, scrittore sovietico (n. 1892)
- 14 luglio - Jean Pougnet, violinista britannico (n. 1907)
- 14 luglio - Ilias Tsirimokos, politico greco (n. 1907)
- 15 luglio - Cai Chusheng, regista cinese (n. 1906)
- 15 luglio - Alain Laubreaux, giornalista e scrittore francese (n. 1899)
- 16 luglio - Enver Bongrani, fumettista italiano (n. 1914)
- 16 luglio - Leopold Fellerer, militare e aviatore austriaco (n. 1919)
- 16 luglio - Hu Xiansu, botanico cinese (n. 1894)
- 16 luglio - Ferenc Keserű, pallanuotista ungherese (n. 1903)
- 17 luglio - Sindo Garay, compositore, chitarrista e cantante cubano (n. 1867)
- 18 luglio - Corneille Jean François Heymans, medico e farmacologo belga (n. 1892)
- 18 luglio - Stefano Lanza Filingeri, nobile e politico italiano (n. 1895)
- 18 luglio - Vsevolode Nicouline, disegnatore, illustratore e pittore russo (n. 1890)
- 18 luglio - Manfred Toeppen, pallanuotista statunitense (n. 1887)
- 19 luglio - Groff Conklin, critico letterario e curatore editoriale statunitense (n. 1904)
- 19 luglio - Jack Pierce, truccatore e attore statunitense (n. 1889)
- 19 luglio - Pratap Singh Gaekwad, principe indiano (n. 1908)
- 20 luglio - Ruperto Banterle, scultore italiano (n. 1889)
- 20 luglio - Basilio Focaccia, ingegnere e politico italiano (n. 1889)
- 20 luglio - Joseph Keilberth, direttore d'orchestra tedesco (n. 1908)
- 20 luglio - Agnes Morgan, chimica statunitense (n. 1884)
- 20 luglio - Giuseppe Virgili, scultore e disegnatore italiano (n. 1894)
- 21 luglio - Jaime Cruells, pallanuotista spagnolo (n. 1906)
- 21 luglio - Robert Péguy, sceneggiatore e regista francese (n. 1883)
- 21 luglio - Ruth St. Denis, ballerina e coreografa statunitense (n. 1879)
- 22 luglio - Giovannino Guareschi, scrittore e giornalista italiano (n. 1908)
- 22 luglio - Les Kuplic, cestista statunitense (n. 1911)
- 22 luglio - Muthulakshmi Reddy, attivista indiana (n. 1886)
- 23 luglio - Luigi Cevenini, calciatore e allenatore di calcio italiano (n. 1895)
- 23 luglio - Henry Hallett Dale, neurologo britannico (n. 1875)
- 23 luglio - János Vörös, militare ungherese (n. 1891)
- 24 luglio - Friedrich-August Schack, generale tedesco (n. 1892)
- 24 luglio - Hans Welker, calciatore tedesco (n. 1907)
- 26 luglio - Francesco Pastura, critico musicale e compositore italiano (n. 1905)
- 26 luglio - Pierino Sodano, calciatore italiano (n. 1893)
- 27 luglio - Lilian Harvey, attrice e cantante britannica (n. 1906)
- 27 luglio - André Vercruysse, ciclista su strada belga (n. 1895)
- 28 luglio - Carl Balhaus, attore, regista e sceneggiatore tedesco (n. 1905)
- 28 luglio - Otto Hahn, chimico e fisico tedesco (n. 1879)
- 28 luglio - Ángel Herrera Oria, cardinale, vescovo cattolico e politico spagnolo (n. 1886)
- 30 luglio - Lucy Bryce, medico e ematologa australiana (n. 1897)
- 30 luglio - Alexander Hall, regista, montatore e attore statunitense (n. 1894)
- 30 luglio - Johann Horvath, calciatore austriaco (n. 1903)
- 30 luglio - Jón Leifs, compositore, pianista e direttore d'orchestra islandese (n. 1899)
- 30 luglio - James McIlroy, esploratore, medico e militare britannico (n. 1879)
- 31 luglio - Manlio Dazzi, bibliotecario e poeta italiano (n. 1891)
- 31 luglio - Alceo Ercolani, politico e militare italiano (n. 1899)
- 31 luglio - Gerda Maurus, attrice austriaca (n. 1903)
- 31 luglio - Gertrude Short, attrice statunitense (n. 1902)
- 31 luglio - Carlos María Javier de la Torre, cardinale e arcivescovo cattolico ecuadoriano (n. 1873)

## Agosto(75)
- 2 agosto - Sandro De Feo, scrittore, giornalista e sceneggiatore italiano (n. 1905)
- 2 agosto - Melitón Manzanas, poliziotto spagnolo (n. 1909)
- 2 agosto - Ralph Wells, cestista statunitense (n. 1940)
- 3 agosto - Pietro Carloni, attore italiano (n. 1896)
- 3 agosto - Tino Erler, attore italiano (n. 1899)
- 3 agosto - Xavier Lesage, cavaliere francese (n. 1885)
- 3 agosto - Konstantin Konstantinovič Rokossovskij, generale sovietico (n. 1896)
- 3 agosto - Carlo Tucci, generale italiano (n. 1888)
- 4 agosto - Torquato Baglioni, politico italiano (n. 1895)
- 4 agosto - Beni Virtzberg, scrittore tedesco (n. 1928)
- 5 agosto - Ottavio Baccani, dirigente sportivo, allenatore di calcio e calciatore italiano (n. 1904)
- 5 agosto - Luther Perkins, chitarrista statunitense (n. 1928)
- 5 agosto - Oskar Üpraus, calciatore estone (n. 1898)
- 6 agosto - Giovanni Bracco, pilota automobilistico italiano (n. 1908)
- 6 agosto - Arnaldo Volpicelli, filosofo italiano (n. 1892)
- 7 agosto - Bruno Benelli, politico italiano (n. 1922)
- 7 agosto - Giannetto Malmerendi, pittore, incisore e ceramista italiano (n. 1893)
- 8 agosto - Matylda Getter, religiosa polacca (n. 1870)
- 8 agosto - Paolo Silvestri, calciatore italiano (n. 1905)
- 9 agosto - Federico Cristiano di Sassonia, nobile (n. 1893)
- 9 agosto - Elmer Holland, politico statunitense (n. 1894)
- 10 agosto - Gabriel Hanot, calciatore e giornalista francese (n. 1889)
- 10 agosto - Romualdo Rossi, scrittore e giornalista italiano (n. 1877)
- 10 agosto - Léon Van Gheem, pallanuotista belga (n. 1909)
- 11 agosto - Emilio Betti, giurista e storico italiano (n. 1890)
- 11 agosto - Shmuel Dayan, politico israeliano (n. 1891)
- 11 agosto - Jan Łazarski, pistard polacco (n. 1892)
- 12 agosto - Giacomo Dal Monte Casoni, politico italiano (n. 1891)
- 13 agosto - Riccardo Massucci, attore e regista italiano (n. 1879)
- 13 agosto - Øystein Ore, matematico norvegese (n. 1899)
- 14 agosto - Livio Cambi, chimico italiano (n. 1885)
- 14 agosto - Bruno Chizzo, calciatore italiano (n. 1916)
- 14 agosto - Augusto Álvaro da Silva, arcivescovo cattolico e cardinale brasiliano (n. 1876)
- 14 agosto - Marcel Thil, pugile francese (n. 1904)
- 15 agosto - Wilhelm Behrens, generale tedesco (n. 1888)
- 16 agosto - Ichiya Kumagae, tennista giapponese (n. 1890)
- 16 agosto - Tina Pica, attrice italiana (n. 1884)
- 16 agosto - Nikolaj Fёdorovič Sadkovič, regista cinematografico sovietico (n. 1907)
- 17 agosto - Clessie Cummins, imprenditore e inventore statunitense (n. 1888)
- 17 agosto - Nils Karlsson, calciatore svedese (n. 1897)
- 17 agosto - Bruno Paul, architetto e disegnatore tedesco (n. 1874)
- 17 agosto - Walter Poppe, generale tedesco (n. 1892)
- 18 agosto - Giacomo Bassi, funzionario italiano (n. 1896)
- 18 agosto - Franz Nieberl, alpinista e scrittore tedesco (n. 1875)
- 18 agosto - Nicola Sansanelli, avvocato, militare e politico italiano (n. 1891)
- 18 agosto - Suraphol Sombatcharoen, cantante thailandese (n. 1930)
- 19 agosto - Antonio Fessia, ingegnere meccanico italiano (n. 1901)
- 19 agosto - George Gamow, fisico, cosmologo e divulgatore scientifico sovietico (n. 1904)
- 19 agosto - Li Osborne, fotografa e scultrice tedesca (n. 1883)
- 20 agosto - Barbara Allason, scrittrice, germanista e traduttrice italiana (n. 1877)
- 20 agosto - Marie Ciocca, statunitense (n. 1929)
- 21 agosto - Necmi Onarıcı, calciatore turco (n. 1925)
- 22 agosto - Carlo Grabher, critico letterario e traduttore italiano (n. 1897)
- 23 agosto - Michele Pallavicini, calciatore italiano (n. 1911)
- 23 agosto - Hunt Stromberg, produttore cinematografico e regista statunitense (n. 1894)
- 24 agosto - Kathleen O'Connor, pittrice australiana (n. 1876)
- 25 agosto - John George, attore siriano (n. 1898)
- 25 agosto - Maurice Ransford, scenografo statunitense (n. 1896)
- 25 agosto - Umberto Zurlini, politico italiano (n. 1922)
- 26 agosto - Corrado Corelli, scultore e calciatore italiano (n. 1884)
- 26 agosto - Kay Francis, attrice statunitense (n. 1905)
- 26 agosto - Martin Frič, regista ceco (n. 1902)
- 26 agosto - Mario Pezzi, generale italiano (n. 1898)
- 27 agosto - Robert Z. Leonard, regista, attore e produttore cinematografico statunitense (n. 1889)
- 27 agosto - Raffaele Sanna Randaccio, avvocato e politico italiano (n. 1896)
- 27 agosto - Marina di Grecia, nobile greca (n. 1906)
- 28 agosto - Leone Traverso, traduttore italiano (n. 1910)
- 30 agosto - Luitpold Popp, calciatore tedesco (n. 1893)
- 30 agosto - Bruno Slawitz, giornalista e musicologo italiano (n. 1907)
- 30 agosto - William Talman, attore statunitense (n. 1915)
- 31 agosto - Wladimiro De Liguoro, attore, regista e direttore della fotografia italiano (n. 1893)
- 31 agosto - Bruno Dilley, militare e aviatore tedesco (n. 1913)
- 31 agosto - John Hartle, pilota motociclistico britannico (n. 1933)
- 31 agosto - Dennis O'Keefe, attore statunitense (n. 1908)
- 31 agosto - Ezio Sclavi, calciatore, allenatore di calcio e pittore italiano (n. 1903)

## Settembre(82)
- 1º settembre - Salvino Chiereghin, critico musicale e critico letterario italiano (n. 1901)
- 1º settembre - Giuseppe Enrici, ciclista su strada italiano (n. 1896)
- 2 settembre - Antoine Gentien, tennista francese (n. 1905)
- 2 settembre - Giuseppe Girgenti, politico, prefetto e avvocato italiano (n. 1905)
- 2 settembre - Siegfried Rasp, generale tedesco (n. 1898)
- 2 settembre - Giuseppe Tugnoli, pesista e discobolo italiano (n. 1888)
- 3 settembre - Juan José Castro, compositore e direttore d'orchestra argentino (n. 1895)
- 3 settembre - Giovanni Dello Jacovo, politico italiano (n. 1916)
- 3 settembre - Leoncillo Leonardi, scultore e disegnatore italiano (n. 1915)
- 3 settembre - Carl Pedersen, canottiere danese (n. 1884)
- 4 settembre - Secondo Martinetto, ciclista su strada italiano (n. 1894)
- 6 settembre - Nikolaj Pavlovič Akimov, scenografo e regista teatrale sovietico (n. 1901)
- 6 settembre - Anny Konetzni, soprano austriaco (n. 1902)
- 6 settembre - Giuseppe Lepori, avvocato, politico e giornalista svizzero (n. 1902)
- 6 settembre - Giuseppe Malagodi, pittore italiano (n. 1890)
- 6 settembre - Francesco Mercuri, mafioso italiano (n. 1904)
- 6 settembre - Leo Sexton, pesista statunitense (n. 1909)
- 7 settembre - Lucio Fontana, pittore, ceramista e scultore argentino (n. 1899)
- 7 settembre - John Rymill, esploratore australiano (n. 1905)
- 7 settembre - Karl Tewes, calciatore tedesco (n. 1886)
- 8 settembre - Stefano Zuech, scultore italiano (n. 1877)
- 11 settembre - Pino Pascali, artista italiano (n. 1935)
- 12 settembre - Giuseppe Brion, imprenditore italiano (n. 1909)
- 12 settembre - Fridtjof Kaulbach, attore tedesco (n. 1901)
- 12 settembre - Ryszard Siwiec, patriota polacco (n. 1909)
- 12 settembre - Louis Willoughby, attore e regista britannico (n. 1876)
- 13 settembre - Frank Barson, calciatore e allenatore di calcio inglese (n. 1891)
- 13 settembre - Dick Hodgson, pallanuotista britannico (n. 1892)
- 13 settembre - George Hoyningen-Huene, fotografo russo (n. 1900)
- 13 settembre - Maner Lualdi, aviatore, giornalista e regista italiano (n. 1912)
- 13 settembre - Roberto Olmi, generale italiano (n. 1890)
- 13 settembre - Gertrud Woker, biochimica, attivista e pacifista svizzera (n. 1878)
- 14 settembre - Nardo Pajella, scultore e pittore italiano (n. 1905)
- 14 settembre - Melville Shyer, regista, sceneggiatore e produttore cinematografico statunitense (n. 1895)
- 15 settembre - Aristide Calderini, archeologo e epigrafista italiano (n. 1883)
- 15 settembre - Carlo Fornara, pittore italiano (n. 1871)
- 15 settembre - Josef Kentenich, presbitero tedesco (n. 1885)
- 16 settembre - George Cholmondeley, V marchese di Cholmondeley, nobile inglese (n. 1883)
- 16 settembre - Diógenes Lara, calciatore boliviano (n. 1903)
- 16 settembre - Kalle Väisälä, matematico e esperantista finlandese (n. 1893)
- 17 settembre - Armand Blanchonnet, ciclista su strada francese (n. 1903)
- 17 settembre - Emma Goitein Dessau, pittrice tedesca (n. 1877)
- 17 settembre - Mascarenhas de Morais, generale brasiliano (n. 1883)
- 17 settembre - Mario Toscano, storico e diplomatico italiano (n. 1908)
- 17 settembre - Carlo Emanuele a Prato, patriota, antifascista e giornalista italiano (n. 1895)
- 18 settembre - Friedrich Altemeier, militare e aviatore tedesco (n. 1886)
- 18 settembre - Francis McDonald, attore statunitense (n. 1891)
- 18 settembre - Franchot Tone, attore statunitense (n. 1905)
- 19 settembre - Chester Carlson, fisico, avvocato e inventore statunitense (n. 1906)
- 19 settembre - John William Cooke, politico argentino (n. 1919)
- 19 settembre - Red Foley, cantante, musicista e personaggio televisivo statunitense (n. 1910)
- 20 settembre - Olaf Jordan, artista svedese (n. 1902)
- 21 settembre - George Cane, tuffatore britannico (n. 1881)
- 21 settembre - L. R. Johannis, pittore e scrittore italiano (n. 1905)
- 22 settembre - Giuseppe Andaloro, brigante italiano (n. 1904)
- 22 settembre - Lúcio Cardoso, scrittore, drammaturgo e poeta brasiliano (n. 1912)
- 22 settembre - Tommaso Leone Marchesano, politico e avvocato italiano (n. 1893)
- 23 settembre - Kōgo Noda, sceneggiatore giapponese (n. 1893)
- 23 settembre - Pio da Pietrelcina, presbitero, mistico e santo italiano (n. 1887)
- 23 settembre - Pieter van Senus, nuotatore e pallanuotista olandese (n. 1903)
- 24 settembre - Branislav Sekulić, calciatore e allenatore di calcio jugoslavo (n. 1906)
- 24 settembre - Ettore Tibaldi, politico, partigiano e patologo italiano (n. 1887)
- 24 settembre - Virginia Valli, attrice statunitense (n. 1896)
- 25 settembre - Charles Arentz, velista norvegese (n. 1878)
- 25 settembre - Américo Boavida, medico e politico angolano (n. 1923)
- 25 settembre - Renato De Manzano, calciatore italiano (n. 1909)
- 25 settembre - Hans F.K. Günther, antropologo tedesco (n. 1891)
- 25 settembre - Romano Romanelli, scultore italiano (n. 1882)
- 25 settembre - Vladimir Simagin, scacchista sovietico (n. 1919)
- 25 settembre - Cornell Woolrich, scrittore statunitense (n. 1903)
- 26 settembre - Tommaso Caudera, calciatore italiano (n. 1907)
- 26 settembre - Bengt Morberg, ginnasta svedese (n. 1897)
- 27 settembre - Guido De Filip, canottiere italiano (n. 1904)
- 27 settembre - William Hume-Rothery, chimico britannico (n. 1899)
- 27 settembre - Giulio Attilio Schettini, giornalista italiano (n. 1937)
- 28 settembre - Norman Brookes, tennista australiano (n. 1877)
- 28 settembre - Carlo Concina, compositore, direttore d'orchestra e paroliere italiano (n. 1900)
- 29 settembre - Kitty Kelly, attrice statunitense (n. 1902)
- 29 settembre - Paul Radmilovic, nuotatore e pallanuotista britannico (n. 1886)
- 30 settembre - Francesco Cecioni, matematico italiano (n. 1884)
- 30 settembre - Bryan Joseph McEntegart, arcivescovo cattolico statunitense (n. 1893)
- 30 settembre - Johan Nyström, maratoneta svedese (n. 1874)

## Ottobre(74)
- 1º ottobre - Carles Fages de Climent, scrittore spagnolo (n. 1902)
- 1º ottobre - Romano Guardini, presbitero, teologo e scrittore italiano (n. 1885)
- 2 ottobre - Marcel Duchamp, pittore, scultore e scacchista francese (n. 1887)
- 2 ottobre - Enrico Mirti della Valle, militare italiano (n. 1898)
- 3 ottobre - Giorgio Agostinelli, calciatore italiano (n. 1900)
- 4 ottobre - Francis Beverley Biddle, politico e avvocato statunitense (n. 1886)
- 4 ottobre - Hitoshi Imamura, generale giapponese (n. 1886)
- 4 ottobre - Lawrence M. Judd, politico statunitense (n. 1887)
- 6 ottobre - Gerard de Kruijff, cavaliere olandese (n. 1890)
- 6 ottobre - Ibrahim Moustafa, lottatore egiziano (n. 1904)
- 6 ottobre - Iosif Petschovschi, calciatore rumeno (n. 1921)
- 7 ottobre - Gina Amendola, attrice italiana (n. 1896)
- 7 ottobre - Alberto Cavallero, maratoneta italiano (n. 1900)
- 7 ottobre - Giovanni Mazzucato, imprenditore e dirigente sportivo italiano (n. 1889)
- 8 ottobre - Frank Skinner, compositore statunitense (n. 1897)
- 9 ottobre - Jean Paulhan, scrittore, editore e critico letterario francese (n. 1884)
- 9 ottobre - Luisella Viviani, attrice teatrale e cantante italiana (n. 1885)
- 10 ottobre - Augusto Amaro, calciatore portoghese (n. 1911)
- 10 ottobre - Delhy Tejero, pittrice e illustratrice spagnola (n. 1904)
- 10 ottobre - Nikifor, pittore polacco (n. 1895)
- 11 ottobre - Émile Demangel, pistard francese (n. 1882)
- 11 ottobre - Joseph Lanza, mafioso italiano (n. 1904)
- 11 ottobre - George White, produttore teatrale statunitense (n. 1892)
- 12 ottobre - Charles Chandler, militare statunitense (n. 1938)
- 12 ottobre - Harry Hebner, nuotatore e pallanuotista statunitense (n. 1891)
- 12 ottobre - Francis Reynolds Shanley, ingegnere statunitense (n. 1902)
- 13 ottobre - Bea Benaderet, attrice statunitense (n. 1906)
- 13 ottobre - Vito Giuseppe Galati, politico, scrittore e giornalista italiano (n. 1893)
- 14 ottobre - Paul Shardlow, crickettista e calciatore inglese (n. 1943)
- 15 ottobre - Antonio d'Emilia, giurista e islamista italiano (n. 1908)
- 15 ottobre - Oscar Rennebohm, politico e farmacista statunitense (n. 1889)
- 16 ottobre - Norman Hallows, mezzofondista britannico (n. 1886)
- 16 ottobre - Romolo Polacchini, ammiraglio italiano (n. 1897)
- 18 ottobre - Jack Bland, suonatore di banjo e chitarrista statunitense (n. 1899)
- 18 ottobre - Michael Paulsen, calciatore norvegese (n. 1899)
- 18 ottobre - Lee Tracy, attore statunitense (n. 1898)
- 19 ottobre - Aldo Capitini, filosofo, politico e antifascista italiano (n. 1899)
- 19 ottobre - Josef Gielen, attore, direttore teatrale e regista tedesco (n. 1890)
- 20 ottobre - Paul Vincent Carroll, scrittore, drammaturgo e sceneggiatore irlandese (n. 1900)
- 20 ottobre - August Werner, calciatore tedesco (n. 1896)
- 22 ottobre - Georg Ertl, allenatore di calcio e calciatore tedesco (n. 1901)
- 22 ottobre - Pino Masnata, poeta e commediografo italiano (n. 1901)
- 22 ottobre - Demetrio Moscato, arcivescovo cattolico italiano (n. 1888)
- 23 ottobre - Enrico Marone Cinzano, imprenditore e dirigente sportivo italiano (n. 1895)
- 23 ottobre - Jackie Goldsmith, cestista statunitense (n. 1921)
- 23 ottobre - Renato Sandalli, generale e politico italiano (n. 1897)
- 23 ottobre - Theodore Tylor, avvocato e scacchista britannico (n. 1900)
- 23 ottobre - Naima Wifstrand, attrice svedese (n. 1890)
- 24 ottobre - Raymond Asso, paroliere francese (n. 1901)
- 24 ottobre - Ed Dawson, cestista canadese (n. 1907)
- 24 ottobre - Dionigi Superti, partigiano italiano (n. 1902)
- 25 ottobre - Paolo Conca, operaio, politico e antifascista italiano (n. 1888)
- 25 ottobre - Rudolf Forster, attore austro-ungarico (n. 1884)
- 25 ottobre - Otho Lovering, montatore e regista statunitense (n. 1892)
- 25 ottobre - George Marshall Parker, generale statunitense (n. 1889)
- 25 ottobre - Jean Schlumberger, scrittore e critico letterario francese (n. 1877)
- 25 ottobre - Cecelia Wolstenholme, nuotatrice britannica (n. 1915)
- 26 ottobre - Sergej Natanovič Bernštejn, matematico e statistico sovietico (n. 1880)
- 26 ottobre - Giuliano Cora, diplomatico italiano (n. 1884)
- 26 ottobre - Jean Hyppolite, filosofo francese (n. 1907)
- 26 ottobre - Clare Winger Harris, scrittrice statunitense (n. 1891)
- 27 ottobre - Lise Meitner, fisica austriaca (n. 1878)
- 28 ottobre - Hans Cramer, generale tedesco (n. 1896)
- 28 ottobre - Konnie Johannesson, hockeista su ghiaccio canadese (n. 1896)
- 29 ottobre - Giuseppe Agù, calciatore italiano (n. 1911)
- 29 ottobre - Enrico Befani, imprenditore italiano (n. 1910)
- 29 ottobre - Angelo Pozzi, arbitro di calcio e dirigente sportivo italiano (n. 1895)
- 30 ottobre - Pert Kelton, attrice statunitense (n. 1907)
- 30 ottobre - Ramón Novarro, attore e regista messicano (n. 1899)
- 30 ottobre - Conrad Richter, scrittore, sceneggiatore e giornalista statunitense (n. 1890)
- 30 ottobre - Rose Wilder Lane, scrittrice, politologa e saggista statunitense (n. 1886)
- 31 ottobre - Giulio Del Torre, attore e regista italiano (n. 1894)
- 31 ottobre - Arthur Kvammen, calciatore norvegese (n. 1905)
- 31 ottobre - Ugo Zagato, designer e imprenditore italiano (n. 1890)

## Novembre(101)
- 1º novembre - Ludowika Jakobsson, pattinatrice artistica su ghiaccio tedesca (n. 1884)
- 1º novembre - Geōrgios Papandreou, politico greco (n. 1888)
- 2 novembre - Henri Glasson, calciatore svizzero (n. 1896)
- 2 novembre - Ercole Miani, militare e antifascista italiano (n. 1893)
- 2 novembre - Giorgio Monicelli, traduttore, curatore editoriale e partigiano italiano (n. 1910)
- 2 novembre - Neno Mori, pittore italiano (n. 1899)
- 2 novembre - Giuseppe della Gherardesca, politico italiano (n. 1876)
- 4 novembre - Horace Gould, pilota di Formula 1 britannico (n. 1918)
- 4 novembre - Michel Kikoine, pittore francese (n. 1892)
- 4 novembre - Francesco Varalda, calciatore italiano (n. 1895)
- 5 novembre - Estelle Hemsley, attrice statunitense (n. 1887)
- 5 novembre - Luigi Guglielmo in Baviera, principe tedesco (n. 1884)
- 6 novembre - Charles Butler McVay III, ammiraglio statunitense (n. 1898)
- 6 novembre - Charles Münch, direttore d'orchestra e violinista francese (n. 1891)
- 7 novembre - Aleksandr Osipovič Gel'fond, matematico sovietico (n. 1906)
- 7 novembre - Guido Giacometti, politico italiano (n. 1882)
- 7 novembre - Lyda Salmonova, attrice ceca (n. 1889)
- 8 novembre - Wendell Corey, attore statunitense (n. 1914)
- 8 novembre - George Dewhurst, sceneggiatore, regista e attore inglese (n. 1889)
- 8 novembre - Chika Kuroda, chimica giapponese (n. 1884)
- 8 novembre - Guido Maria Mazzocco, vescovo cattolico italiano (n. 1883)
- 8 novembre - Eligio Vecchi, calciatore e allenatore di calcio italiano (n. 1910)
- 9 novembre - Mireille Balin, attrice francese (n. 1909)
- 9 novembre - Charles Herlofson, calciatore norvegese (n. 1891)
- 9 novembre - Leo Huberman, insegnante e scrittore statunitense (n. 1903)
- 9 novembre - Jan Johansson, musicista svedese (n. 1931)
- 9 novembre - Gerald Mohr, attore statunitense (n. 1914)
- 9 novembre - Antonio Porchia, scrittore e aforista italiano (n. 1885)
- 10 novembre - Mario Curti, calciatore italiano (n. 1901)
- 10 novembre - Enzo Dal Dan, calciatore italiano (n. 1900)
- 10 novembre - Vittorio Fainelli, storico e bibliotecario italiano (n. 1888)
- 10 novembre - Santos Iriarte, calciatore uruguaiano (n. 1902)
- 10 novembre - Adolf Möller, canottiere tedesco (n. 1877)
- 10 novembre - Ferdinand Périer, arcivescovo cattolico belga (n. 1875)
- 10 novembre - Fred Rebell, navigatore lettone (n. 1886)
- 11 novembre - Jeanne Demessieux, organista, pianista e compositrice francese (n. 1921)
- 11 novembre - Fausto Lucarelli, calciatore argentino
- 11 novembre - Alfredo Martinelli, attore italiano (n. 1899)
- 12 novembre - Iginio Sciacchitano, biologo italiano (n. 1897)
- 12 novembre - Karl Zuchardt, scrittore tedesco (n. 1887)
- 13 novembre - Berthold Bartosch, animatore e regista ceco (n. 1893)
- 13 novembre - Cesare Cabras, pittore italiano (n. 1886)
- 13 novembre - Carlo Fregosi, ginnasta italiano (n. 1890)
- 13 novembre - Hermann Hohn, generale tedesco (n. 1897)
- 14 novembre - Samuel J. Briskin, produttore cinematografico russo (n. 1896)
- 14 novembre - Ramón Menéndez Pidal, filologo spagnolo (n. 1869)
- 14 novembre - Carlo Rovida, ciclista su strada italiano (n. 1905)
- 15 novembre - Charles Bacon, ostacolista, velocista e mezzofondista statunitense (n. 1885)
- 15 novembre - Francesco Chieffi, politico italiano (n. 1906)
- 16 novembre - Augustin Bea, cardinale, arcivescovo cattolico e biblista tedesco (n. 1881)
- 16 novembre - Carl Bertilsson, ginnasta svedese (n. 1889)
- 16 novembre - Riccardo Galeazzi Lisi, medico italiano (n. 1891)
- 16 novembre - Vicente Lombardo Toledano, politico messicano (n. 1894)
- 17 novembre - Mervyn Peake, scrittore, pittore e illustratore inglese (n. 1911)
- 18 novembre - Pablo Gúrpide Beope, vescovo cattolico spagnolo (n. 1898)
- 18 novembre - Georgij Glazkov, calciatore, allenatore di calcio e hockeista su ghiaccio sovietico (n. 1911)
- 18 novembre - Ernest Thorne, tiratore di fune britannico (n. 1887)
- 18 novembre - Walter Wanger, produttore cinematografico statunitense (n. 1894)
- 19 novembre - Giuseppe Lerni, arbitro di calcio italiano (n. 1898)
- 20 novembre - Kongo Abe, pittore giapponese (n. 1900)
- 20 novembre - Gilda Cian, poetessa e scrittrice italiana (n. 1894)
- 20 novembre - Helen Gardner, attrice e produttrice cinematografica statunitense (n. 1884)
- 20 novembre - Ferruccio Manganelli, pittore italiano (n. 1883)
- 21 novembre - Irene Riboni, traduttrice e critica letteraria italiana (n. 1892)
- 22 novembre - Alfonso Del Drago Biscia Gentili, principe italiano (n. 1882)
- 22 novembre - Ned Liddle, calciatore e allenatore di calcio inglese (n. 1878)
- 22 novembre - Enrique Zambrano, attore, direttore del doppiaggio e doppiatore messicano (n. 1920)
- 23 novembre - Corky McCorquodale, giocatore di poker statunitense (n. 1904)
- 23 novembre - Ida Pellegrini, italiana (n. 1885)
- 23 novembre - William Pleydell-Bouverie, VII conte di Radnor, nobile inglese (n. 1895)
- 23 novembre - Shangguan Yunzhu, attrice cinese (n. 1920)
- 24 novembre - Walter Bigiavi, giurista italiano (n. 1904)
- 24 novembre - István Dobi, politico ungherese (n. 1898)
- 24 novembre - Mario Pancini, ingegnere italiano (n. 1912)
- 24 novembre - Nino Salvaneschi, scrittore, giornalista e poeta italiano (n. 1886)
- 24 novembre - Paolo Straneo, matematico e fisico italiano (n. 1874)
- 24 novembre - Giuseppe Vielmi, calciatore italiano (n. 1883)
- 25 novembre - Maria Immacolata d'Asburgo-Lorena, principessa austriaca (n. 1878)
- 25 novembre - Gaston Denys, ciclista su strada belga (n. 1913)
- 25 novembre - Upton Sinclair, scrittore, saggista e giornalista statunitense (n. 1878)
- 26 novembre - Ercole Durini di Monza, nobile, diplomatico e politico italiano (n. 1876)
- 26 novembre - Natalie Moszkowska, economista e politica polacca (n. 1886)
- 26 novembre - Eugenio Ferdinando Palmieri, giornalista, poeta e drammaturgo italiano (n. 1903)
- 26 novembre - Guglielmo Reggiani, allenatore di calcio e dirigente sportivo italiano (n. 1881)
- 26 novembre - Arnold Zweig, scrittore tedesco orientale (n. 1887)
- 27 novembre - Edward Bruce, X conte di Elgin, ufficiale scozzese (n. 1881)
- 27 novembre - Pier Giacomo Castiglioni, architetto e designer italiano (n. 1913)
- 27 novembre - Karel Hromádka, calciatore cecoslovacco (n. 1903)
- 27 novembre - Gino Roncaglia, musicologo e critico musicale italiano (n. 1883)
- 27 novembre - Hermann von Valta, bobbista tedesco (n. 1900)
- 28 novembre - Shadia Abu Ghazaleh, attivista e politica palestinese (n. 1949)
- 28 novembre - Enid Blyton, scrittrice britannica (n. 1897)
- 28 novembre - Jean Delsarte, matematico francese (n. 1903)
- 28 novembre - Cosmo D'Angeli, pittore e scultore italiano (n. 1889)
- 28 novembre - Carleton Washburne, pedagogista statunitense (n. 1889)
- 29 novembre - Billy Birrell, calciatore e allenatore di calcio britannico (n. 1897)
- 29 novembre - Eldo Di Lazzaro, cantante e compositore italiano (n. 1902)
- 29 novembre - Frank Kane, scrittore e sceneggiatore statunitense (n. 1912)
- 30 novembre - Charles Henry Bartlett, pistard britannico (n. 1885)
- 30 novembre - Fëdor Aleksandrovič Romanov, principe russo (n. 1898)
- 30 novembre - Juan José Tramutola, allenatore di calcio argentino (n. 1902)

## Dicembre(104)
- 1º dicembre - Domenico D'Alberto, calciatore ungherese (n. 1907)
- 1º dicembre - Hugo Haas, regista e attore ceco (n. 1901)
- 1º dicembre - Darío Moreno, cantante e attore turco (n. 1921)
- 2 dicembre - Giorgio Capecchi, attore e doppiatore italiano (n. 1901)
- 2 dicembre - Colin Kenny, attore irlandese (n. 1888)
- 2 dicembre - Enrique Serpa, scrittore, giornalista e fotografo cubano (n. 1900)
- 2 dicembre - Edward Stevenson, costumista statunitense (n. 1906)
- 3 dicembre - Lucien Callamand, attore francese (n. 1888)
- 3 dicembre - Sonja Kovačić-Tajčević, pittrice croata (n. 1894)
- 3 dicembre - Paolo Manuel Gismondi, politico italiano (n. 1898)
- 3 dicembre - Gianni Puccini, regista, sceneggiatore e critico cinematografico italiano (n. 1914)
- 4 dicembre - Archie Mayo, regista e attore teatrale statunitense (n. 1891)
- 5 dicembre - Fred Clark, attore statunitense (n. 1914)
- 5 dicembre - Arturo Danusso, ingegnere e politico italiano (n. 1880)
- 5 dicembre - Irma Sorter, attrice statunitense (n. 1904)
- 6 dicembre - Carlo Costigliolo, ginnasta italiano (n. 1893)
- 6 dicembre - Fats Jenkins, cestista e giocatore di baseball statunitense (n. 1898)
- 7 dicembre - Giovanni Dolfin, politico italiano (n. 1902)
- 7 dicembre - George Murphy, chimico statunitense (n. 1903)
- 8 dicembre - Tommaso Cascella, pittore e ceramista italiano (n. 1890)
- 8 dicembre - Ignazio Chiarelli, avvocato e politico italiano (n. 1888)
- 9 dicembre - Enoch L. Johnson, politico e criminale statunitense (n. 1883)
- 9 dicembre - Eduardo Passarelli, attore italiano (n. 1903)
- 9 dicembre - Harry Stenqvist, ciclista su strada svedese (n. 1893)
- 10 dicembre - Karl Barth, teologo e pastore protestante svizzero (n. 1886)
- 10 dicembre - Pablo de Rokha, poeta cileno (n. 1894)
- 10 dicembre - Thomas Merton, scrittore e monaco cristiano statunitense (n. 1915)
- 10 dicembre - Tian Han, drammaturgo e poeta cinese (n. 1898)
- 12 dicembre - Tim Ahearne, triplista britannico (n. 1885)
- 12 dicembre - Dante Alderighi, pianista, compositore e critico musicale italiano (n. 1898)
- 12 dicembre - Olga Antonetti, modella venezuelana (n. 1945)
- 12 dicembre - Tallulah Bankhead, attrice statunitense (n. 1902)
- 12 dicembre - Antonio Cifariello, attore italiano (n. 1930)
- 12 dicembre - Aldo Cocchia, ammiraglio italiano (n. 1900)
- 12 dicembre - Ottavio Corgini, politico e economista italiano (n. 1889)
- 13 dicembre - Louis Delannoy, ciclista su strada belga (n. 1902)
- 13 dicembre - Aljaksej Jaŭchimavič Kljaščoŭ, generale e politico sovietico (n. 1905)
- 13 dicembre - Georg Wellhöfer, allenatore di calcio e calciatore tedesco (n. 1893)
- 14 dicembre - Margarete Klose, mezzosoprano tedesco (n. 1902)
- 14 dicembre - Dorothy Payne Whitney, filantropa e editrice statunitense (n. 1887)
- 14 dicembre - Raimondo Scintu, militare italiano (n. 1889)
- 15 dicembre - Dorothy Abbott, attrice statunitense (n. 1920)
- 15 dicembre - Miloš Alexander Bazovský, pittore slovacco (n. 1899)
- 15 dicembre - Domenico Morezzi, orologiaio e imprenditore italiano (n. 1897)
- 15 dicembre - Jess Willard, pugile statunitense (n. 1881)
- 16 dicembre - Giotto Dainelli, geografo e geologo italiano (n. 1878)
- 16 dicembre - Futabayama Sadaji, lottatore di sumo giapponese (n. 1912)
- 16 dicembre - Ernest Mengel, calciatore lussemburghese (n. 1913)
- 16 dicembre - Chana Orloff, scultrice russa (n. 1888)
- 16 dicembre - Biagio Augusto Zaffiri, militare italiano (n. 1897)
- 17 dicembre - Victor-Alain Berto, presbitero francese (n. 1900)
- 18 dicembre - Ugo Attanasio, attore italiano (n. 1887)
- 18 dicembre - Segismundo Casado, militare spagnolo (n. 1893)
- 18 dicembre - Earl D. Eisenhower, politico statunitense (n. 1898)
- 18 dicembre - Dorothy Garrod, archeologa britannica (n. 1892)
- 18 dicembre - Giovanni Messe, generale e politico italiano (n. 1883)
- 18 dicembre - Stefan Zubrzycki, matematico polacco (n. 1927)
- 19 dicembre - Erminio Troilo, filosofo italiano (n. 1874)
- 20 dicembre - Carlo Achatzi, allenatore di calcio e calciatore austriaco (n. 1894)
- 20 dicembre - Max Brod, giornalista, scrittore e compositore austro-ungarico (n. 1884)
- 20 dicembre - Marguerite Clayton, attrice statunitense (n. 1891)
- 20 dicembre - Frank Pelleg, compositore, pianista e direttore d'orchestra israeliano (n. 1910)
- 20 dicembre - Marija Nikolaevna Fёdorova, regista sovietico (n. 1920)
- 20 dicembre - Axel Petersen, calciatore danese (n. 1887)
- 20 dicembre - Van Nest Polglase, scenografo statunitense (n. 1898)
- 20 dicembre - Richard Queck, calciatore tedesco (n. 1888)
- 20 dicembre - John Steinbeck, scrittore statunitense (n. 1902)
- 21 dicembre - Engelbert Besednjak, politico, pubblicista e avvocato sloveno (n. 1894)
- 21 dicembre - Leon Epp, attore e regista austriaco (n. 1905)
- 21 dicembre - Vittorio Pozzo, calciatore, allenatore di calcio e giornalista italiano (n. 1886)
- 22 dicembre - Spartaco Di Ciolo, scultore e incisore italiano (n. 1900)
- 22 dicembre - Otto Gelsted, poeta danese (n. 1888)
- 22 dicembre - Gastone Novelli, pittore e docente italiano (n. 1925)
- 22 dicembre - Antonio Sacconi, scacchista e compositore di scacchi italiano (n. 1895)
- 23 dicembre - William Andelfinger, ginnasta e multiplista statunitense (n. 1880)
- 23 dicembre - Adnan Kapau Gani, politico indonesiano (n. 1905)
- 23 dicembre - Quinto Quintieri, politico italiano (n. 1894)
- 23 dicembre - Maria Tescanu Rosetti, principessa rumena (n. 1879)
- 23 dicembre - Sati' al-Husri, politico e scrittore siriano (n. 1880)
- 24 dicembre - Gualtiero Laeng, alpinista, chimico e geografo italiano (n. 1888)
- 25 dicembre - Rita Saglietto, artista, pittrice e scultrice italiana (n. 1921)
- 26 dicembre - Weegee, fotografo e fotoreporter statunitense (n. 1899)
- 27 dicembre - Bruno Adler, storico dell'arte e scrittore tedesco (n. 1888)
- 27 dicembre - Giuseppe Botti, egittologo e papirologo italiano (n. 1889)
- 27 dicembre - Giuseppe Greco, avvocato e giurista italiano (n. 1902)
- 27 dicembre - Romano Rinesi, calciatore italiano (n. 1907)
- 27 dicembre - Ermanno Roveri, attore italiano (n. 1903)
- 27 dicembre - Glauco Servadei, ciclista su strada italiano (n. 1913)
- 27 dicembre - Victor Ernest Shelford, zoologo e ecologo statunitense (n. 1877)
- 27 dicembre - Edmund Clifton Stoner, fisico britannico (n. 1899)
- 27 dicembre - Betty Loh Ti, attrice cinese (n. 1937)
- 28 dicembre - Ettore Colla, artista, scultore e pittore italiano (n. 1896)
- 28 dicembre - David Ogilvy, XII conte di Airlie, ufficiale scozzese (n. 1893)
- 28 dicembre - Fernando Giudicelli, calciatore brasiliano (n. 1906)
- 29 dicembre - Jan Rypka, turcologo e iranista ceco (n. 1886)
- 30 dicembre - Luigi Antonini, sindacalista, giornalista e editore italiano (n. 1883)
- 30 dicembre - Frank Leslie Cross, teologo britannico (n. 1900)
- 30 dicembre - Trygve Lie, politico norvegese (n. 1896)
- 30 dicembre - Kirill Afanas'evič Mereckov, generale e politico sovietico (n. 1897)
- 30 dicembre - Bill Tytla, animatore statunitense (n. 1904)
- 31 dicembre - Carl Ahues, scacchista tedesco (n. 1883)
- 31 dicembre - Adalgiso Ferraris, compositore e pianista italiano (n. 1890)
- 31 dicembre - Vittorio Gussoni, pittore italiano (n. 1893)
- 31 dicembre - Einar Middelboe, calciatore danese (n. 1883)

## Senza giorno specificato(82)
- Bruno Agnello, calciatore italiano (n. 1907)
- Clea Badaro, pittrice e artista egiziana (n. 1913)
- Adriano Baracchini Caputi, pittore italiano (n. 1883)
- Concesso Barca, scultore italiano (n. 1877)
- Walter Bauer, chimico tedesco (n. 1893)
- Percy Dwight Bentley, architetto statunitense (n. 1885)
- Adelchi Bianchi, regista e sceneggiatore italiano (n. 1918)
- Teresina Bontempi, giornalista svizzera (n. 1883)
- María Enriqueta Camarillo, poetessa, romanziera e traduttrice messicana (n. 1872)
- Alberto Castellanos, botanico e esploratore argentino (n. 1896)
- Manlio Castiglioni, geografo e cartografo italiano (n. 1897)
- Alberto Cento, francesista italiano (n. 1920)
- Carlo Chiarizia, politico italiano (n. 1870)
- Oreste Cioni, calciatore e allenatore di calcio italiano (n. 1913)
- Giovanni Costa, calciatore italiano (n. 1901)
- John Paul Edwards, fotografo statunitense (n. 1884)
- Léon Felipe, poeta spagnolo (n. 1884)
- Fidelio Finke, musicista tedesco (n. 1891)
- Paul Friedländer, grecista e filologo classico tedesco (n. 1882)
- Frank Garofalo, mafioso italiano (n. 1891)
- Amedeo Gasparini, calciatore italiano (n. 1933)
- Edward Pritchard Gee, naturalista britannico (n. 1904)
- Clifford Gray, bobbista statunitense (n. 1892)
- Valentine Hugo, artista francese (n. 1887)
- Orlando Grosso, pittore e storico dell'arte italiano (n. 1882)
- Stefania Gurdowa, fotografa polacca (n. 1888)
- Florence Harvey, golfista e atleta canadese (n. 1878)
- Mel Hirsch, cestista statunitense (n. 1921)
- S Waldy, attore, regista e sceneggiatore indonesiano (n. 1919)
- Milward Kennedy, giornalista, scrittore e critico letterario inglese (n. 1894)
- Kyukichi Kishida, zoologo e aracnologo giapponese (n. 1888)
- Wilhelm Klemm, poeta tedesco (n. 1881)
- Franz Kostner, militare, alpinista e imprenditore italiano (n. 1877)
- Hans Hermann Kürsteiner, esperantista e mercante svizzero (n. 1885)
- Giovanni La Magna, grecista italiano (n. 1900)
- Francesco Lama, pilota motociclistico italiano (n. 1907)
- Attilio Maiocchi, pittore italiano (n. 1900)
- Michail Matkovskij, politico russo (n. 1903)
- Arthur James May, storico statunitense (n. 1899)
- Angus McKinnon, calciatore e allenatore di calcio scozzese (n. 1886)
- Enzo Menicucci, missionario italiano (n. 1930)
- Spartaco Morelli, mezzofondista e maratoneta italiano (n. 1908)
- Pierre Mulele, rivoluzionario e politico della Repubblica Democratica del Congo (n. 1929)
- Al Mulock, attore canadese (n. 1926)
- Raffaele Mario Offidani, paroliere italiano (n. 1890)
- Luigi Onetti, pittore italiano (n. 1876)
- Guido Parisch, attore, sceneggiatore e regista italiano (n. 1891)
- Pavlos Pavlidīs, tiratore a segno greco
- Giuseppe Pensabene, architetto italiano (n. 1898)
- Franz Peter, aviatore austro-ungarico (n. 1896)
- André Piganiol, storico e archeologo francese (n. 1883)
- Amparo Poch y Gascón, anarchica, saggista e medico spagnola (n. 1902)
- Bernardo Pocherra, politico e avvocato italiano (n. 1885)
- Rain in Face, giocatore di lacrosse canadese (n. 1885)
- Herbert Read, poeta e critico letterario britannico (n. 1893)
- Rudolf Reder, superstite dell'Olocausto polacco (n. 1881)
- Gino Regini, poeta e traduttore italiano (n. 1911)
- Anacleto Rossi, cantante italiano (n. 1890)
- Pierino Rovida, calciatore italiano (n. 1898)
- Josep Rovira, politico e rivoluzionario spagnolo (n. 1902)
- Rodolfo Rustichelli, architetto italiano (n. 1902)
- Rudolph Schindler, medico tedesco (n. 1888)
- Oscar Schöller, calciatore italiano (n. 1882)
- Fritz Stöckli, lottatore e bobbista svizzero (n. 1916)
- Aleksandra Aleksandrovna Taneeva, nobildonna russa (n. 1888)
- Iōannīs Theofilakīs, tiratore a segno greco (n. 1879)
- Carlo Toniatti, canottiere italiano (n. 1892)
- Achille Tribouillet, pallanuotista francese (n. 1902)
- Than Tun, politico birmano (n. 1911)
- Regina Twala, attivista e scrittrice swazilandese (n. 1908)
- Jorge Valderrama, calciatore boliviano (n. 1906)
- Luigi Vannutelli Rey, diplomatico italiano (n. 1880)
- William Varley, canottiere statunitense (n. 1880)
- Mario Volpe, attore, regista e sceneggiatore italiano (n. 1894)
- Porfirij Voronin, pallavolista sovietico (n. 1919)
- František Wende, combinatista nordico e saltatore con gli sci cecoslovacco (n. 1904)
- Clifford Witting, scrittore inglese (n. 1907)
- Harry Wittmann, pistard statunitense (n. 1885)
- Arturo Zanuso, scrittore e traduttore italiano (n. 1903)
- Zaki al-Arsuzi, politico e scrittore siriano (n. 1899)
- Faysal bin Turki I Al Sa'ud, principe e politico saudita (n. 1918)
- Karl von Kraus, alpinista e medico tedesco (n. 1905)